# Le Protecteur (film, 2004)
Pour les articles homonymes, voir Protecteur.
Pour plus de détails, voir Fiche technique et Distribution.
Le Protecteur ou Hors de portée (Out of Reach) est un film américain réalisé par Po-Chih Leong, sorti en 2004.

## Synopsis
Billy Ray Lansing, ancien agent secret devenu survivaliste, découvre qu'un programme de foyer pour mineurs sert de couverture pour un trafic d'être humains. Il décide d'aller protéger une jeune fille en danger.

## Fiche technique
- Titre : Le Protecteur ou Hors de portée
- Titre original : Out of Reach
- Réalisation : Po-Chih Leong
- Scénario : Trevor Miller
- Musique : Alex Heffes
- Photographie : Richard Crudo (en)
- Montage : Chris Blunden
- Production : George Edde, Frank Hildebrand, James Holt, Jeanna Polley et Elie Samaha
- Société de production : Franchise Pictures et Epsilon Motion Pictures
- Pays :  États-Unis et  Pologne
- Genre : Action, policier, drame et thriller
- Durée : 86 minutes
- Dates de sortie : 
  -  États-Unis : 20 juillet 2004 (DVD)

## Distribution
- Steven Seagal : William Lansing
- Ida Nowakowska : Irena Morawska
- Agnieszka Wagner : Kasia Lato
- Matt Schulze : Faisal
- Krzysztof Pieczynski : Ibo
- Robbie Gee : Lewis Morton
- Murat Yilmaz : Azimi
- Nick Brimble : Mister Elgin
- Jan Plazalski : Nikki
- Shawn Lawrence : l'agent Shepherd
- Hanna Dunowska : Rosie
- Claudia Castel : Petra
- Jan Janga-Tomaszewski : oncle Pawel
- Maria Maj : Mme. Donata
- Pawel Szczesny : Wladek Machowski
- Katarzyna Walter : Mme. Konya
- Anna Wendzikowska : Soraya
- Witold Wielinski : Weiss
- Aleksandra Hamkalo : Katia

## Accueil
Carl Davis de DVD Talk a mis la note de 2/5 au film et estime que le film « n'est pas une mauvaise perte de temps mais est un mauvais gâchise de talent ».